# Tashiro (indicatore)
L'indicatore di Tashiro è un indicatore misto, formato da una soluzione di Rosso metile (0.03%) e Blu di metilene (0.1%) in etanolo. Il primo è un indicatore acido-base con punto di viraggio compreso tra pH 4.2 e pH 6.3, che passa da rosso in ambiente acido a giallo in ambiente basico, il secondo un indicatore redox che passa da blu in ambiente ossidante a incolore in ambiente riducente.
Solitamente il Tashiro viene impiegato come indicatore acido-base, ad esempio nella determinazione dell'azoto ammoniacale di un terreno. Il blu di metilene è quindi utilizzato solo per favorire una determinazione più precisa del punto di viraggio.